# San Pedrito, Tamaulipas
San Pedrito är en ort i Mexiko.   Den ligger i kommunen Gómez Farías och delstaten Tamaulipas, i den centrala delen av landet, 400 km norr om huvudstaden Mexico City. San Pedrito ligger 102 meter över havet och antalet invånare är 284.
Terrängen runt San Pedrito är varierad. Runt San Pedrito är det glesbefolkat, med 13 invånare per kvadratkilometer. Närmaste större samhälle är Xicoténcatl, 19,7 km öster om San Pedrito. Omgivningarna runt San Pedrito är en mosaik av jordbruksmark och naturlig växtlighet.